# AN/ALQ-249
AN/ALQ-249 次世代電波妨害装置（英語: Next Generation Jammer: NGJ）は、EA-18Gに搭載される電波妨害装置。現用のAN/ALQ-99を補完するとともに、最終的にはその後継となる予定である。

## 設計
AN/ALQ-99ではポット先端部のラムエア・タービン（RAT）を電源として用いる必要があるが、NGJでは窒化ガリウム（GaN）半導体素子を用いたアクティブ・フェーズドアレイ・アンテナを採用することで消費電力を格段に削減し、内部電源だけで運用できるようになった。これによりRATを削除し、ポッドを空力的にもステルス性の面でも適した形状とすることができた。
NGJにはカバーする周波数帯に応じて下記の3種類があり、インクリメント（段階的な増強）の形で開発が進められている。なおNGJ-MB・LBは、アメリカ国防総省とオーストラリア国防省の共同協力プログラムである。
- ALQ-249(V)1 NGJ-MB（Next Generation Jammer Mid-Band） - ミッドバンド（2-6GHz）を担当する[1][3][注 1]。レイセオン社が契約を勝ち取っており[3]、最初の量産機は2023年7月に艦隊に引き渡された[2]。
- ALQ-249(V)2 NGJ-LB（Next Generation Jammer Low-Band） - ローバンド（100MHz - 2GHz）を担当する[1][3][注 1]。L3ハリス・テクノロジーズ社が契約を勝ち取っており[3]、2025年度に実用化される予定[1]。
- ALQ-249(V)3 NGJ-HB（Next Generation Jammer High-Band） - ハイバンド（6-18GHz）を担当する[1][3][注 1]。2024年現在、パーンツィリ-S1のレーダーを使って各社の提案を評価している段階であり、レイセオン案が有力といわれるが、契約には至っていない[3]。

EA-18GにNGJを搭載・運用するにはハードポイントの配線の改修などを行う必要があり、これは空中電子攻撃システム強化（Airborne Electoronic Attack System Enhancement: ASE）の一環として、ECP（Engineering Change Proposal: 技術変更提案）6472として施行される。EA-18Gの主翼下には、インボード、ミッドボード、アウトボードという3か所の兵装ステーションが設けられており、最終形態としては、インボード・ミッドボードにNGJ-MB・LBを各2基搭載し、胴体下のセンターライン・ステーションにNGJ-HB 1基を搭載することで妨害が必要な帯域をほぼカバーして、更にアウトボード・ステーションに対レーダーミサイルを搭載する。